# Enrico Macias
Enrico Macias, pseudonimo di Gaston Ghrenassia, (in arabo إنريكو ماسياس‎?; Costantina, 11 dicembre 1938) è un cantante algerino con cittadinanza francese.

## Biografia
Nato nell'Algeria francese in seno a una famiglia ebraica, ha iniziato a suonare la chitarra fin da ragazzo. Suo padre Sylvain era violinista in un'orchestra di musica algerina (malouf) e andalusa. Il suo iter tecnico e artistico quindi lo facilitò, tanto da poter facilmente unirsi precocemente al gruppo e, all'età di 15 anni, prendere il posto del leader, Cheikh Raymond, noto cantante e liutista dell'Algeria francese.
Impara a suonare la chitarra grazie a suo cugino Jean-Pierre, ma anche grazie ad amici gitani che gli danno il soprannome di «petit Enrico» ("piccolo Enrico"), che sarà poi il suo nome d'arte. Il suo cognome d'arte, invece, è il risultato di un errore compiuto dalla segretaria della casa discografica che aveva capito male il suo cognome parlando al telefono e che lo trascrive come «Macias», mentre "Enrico" aveva detto «Nassia».
In seguito ha svolto l'attività di maestro di scuola. Nel 1961, a causa dei gravi problemi conseguenti alla Guerra d'Algeria, la situazione diventò praticamente insostenibile per gli ebrei e il giovane Gaston decise di fuggire in Francia con la moglie Suzy, figlia di Cheikh Raymond, assassinato in quello stesso anno. Come luogo di residenza viene scelta Argenteuil.

Non gli sarà più permesso di tornare in Algeria da quell'anno.
In Francia il suo stile musicale non ebbe molto successo e fu costretto ad adattarlo ai gusti del pubblico transalpino. A Parigi, Enrico lavora irregolarmente, barcamenandosi al meglio possibile ed esibendosi talvolta nei cabaret, fin quando ha l'opportunità di esibirsi in un concerto di Gilbert Bécaud, finendo col mettersi in mostra nel 1962, alla televisione, nella trasmissione Cinq colonnes à la une per illustrare un reportage sui rimpatriati d'Algeria. La sua interpretazione della canzone Adieu Mon pays (in italiano: "Addio Paese mio") - scritta a suo tempo sulla nave che lo portava via dalla patria - diventa il simbolo dell'esilio dei Pieds-noirs. È in quell'occasione che adotta lo pseudonimo di Enrico Macias.

L'anno seguente esce per Pathé Marconi il suo primo album, col titolo Enfants de tous pays.
Nel 1964 effettua una tournée internazionale, cantando in francese, spagnolo e italiano.
Nel 1976 ha ricevuto il disco d'oro per "Melissa" ed è stato nominato Cantante della pace dal Segretario Generale dell'ONU Kurt Waldheim. Nel 1997, Kofi Annan lo ha nominato Ambasciatore della pace e della difesa dei bambini.
Nel 2000, dopo la cancellazione di una tournée in Algeria, ha scritto Mon Algérie una storia di amore in cui esprime i propri sentimenti per la sua terra natale.
Ha in seguito inciso l'album Oranges amères (Arance amare), prodotto da suo figlio Jean-Claude Ghrenassia.